# Madonna Miracolosa (Taggia)

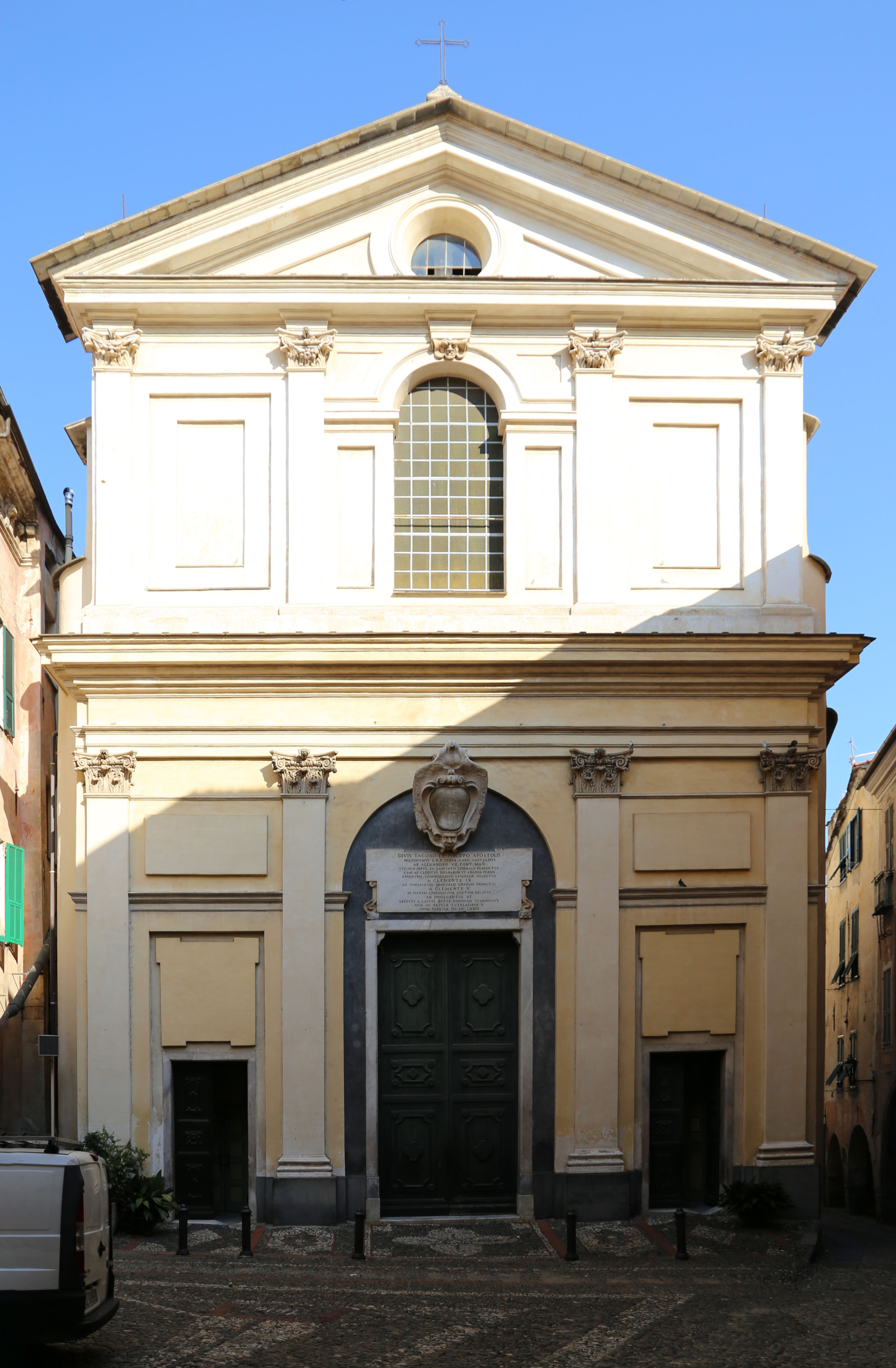
Madonna Miracolosa

Das Heiligtum der Madonna Miracolosa, auch Basilika Santi Apostoli Giacomo e Filippo genannt, ist eine römisch-katholische Kirche im historischen Zentrum von Taggia im italienischen Ligurien. Das Diözesanheiligtum des Bistums Ventimiglia-Sanremo hat den Rang einer Basilica minor und ist der wundertätigen Madonna gewidmet. Die barocke Kirche  wurde im 17. Jahrhundert anstelle eines romanischen Vorgängerbaus aus dem 12. Jahrhundert errichtet.

## Geschichte
Die heutige Basilika steht an der Stelle einer romanischen Kirche aus dem 12. Jahrhundert, die bereits den hln. Jakobus und Philippus gewidmet war. Deren Bauweise war ähnlich den Kirchen von Ventimiglia und Sanremo durch eine dreischiffige Gliederung mit einer schlichten Fassade und einen Glockenturm gekennzeichnet. Das Kanonikerollegium der Kirche war 1212 Gründer des Bürgerkrankenhauses der Nächstenliebe. Im 15. Jahrhundert wurden vermutlich durch lombardische Handwerker Umgestaltungen vorgenommen, die auf den neuen Vorgaben des Konzils von Trient beruhten.
Mit dem Aufkommen des neuen barocken Baustils während des 17. Jahrhunderts wurde vom aus Taggia stammenden Kardinal Girolamo Gastaldi der Bau einer neuen Kirche initiiert. Im Mai 1675 wurde der römischen Architekt Giuseppe Arcucci mit den Planungen beauftragt. Die Arbeiten wurden unter dem Baumeister Girolamo Arlotti aus Riva Ligure im November 1689 im Jahr der Kirchweihe abgeschlossen.
Im Dezember 1942 erhob Papst Pius XII. die Kirche in den Rang einer Basilica minor. Eine komplette Restaurierung der Kirche erfolgte zwischen 1990 und 1996. Die Basilika wurde am 13. Juni 2010 von Bischof Alberto Maria Careggio zum Diözesanheiligtum ernannt.

## Beschreibung

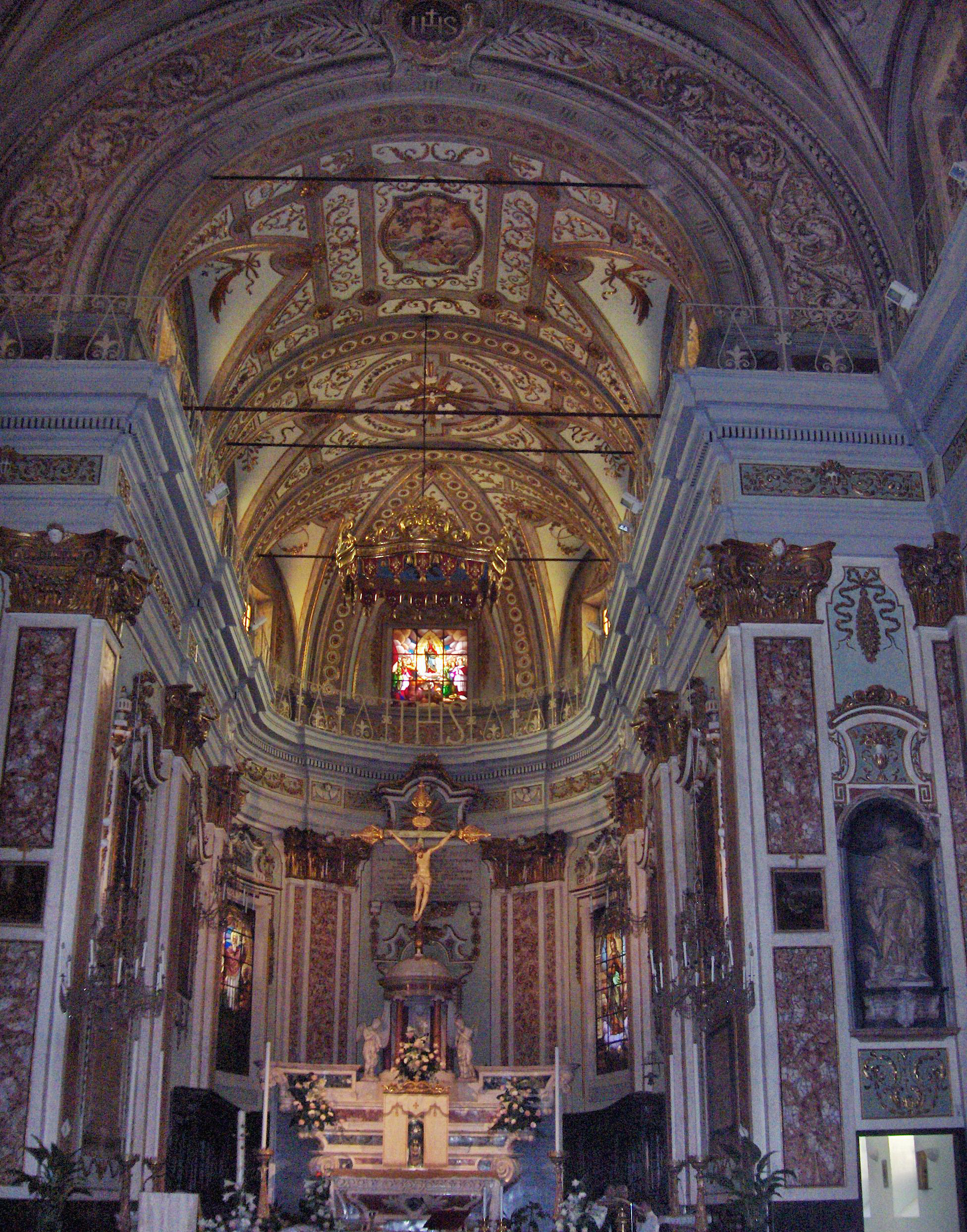
Altarraum

Die strenge Fassade besteht aus zwei Reihen von Lisenen und schließt oben mit einem Tympanon; an ihr benennt eine Gedenktafel den Förderer Kardinal Gastaldi. Die drei Portale sind aus weiß geädertem Marmor geschnitzt.
Der Innenraum der Saalkirche ist von einem Tonnengewölbe mit Lünettenfenstern überspannt. Seitlich schließen sich je sieben Kapellen an, getrennt durch gekoppelte Pilaster und eingeleitet durch eine Balustrade, der Chor ist erhöht. Zur Kirchenausstattung gehören mehrere Werke der Maler Luca und Giovanni Cambiasio, Francesco Brea, Bartolomeo Pincellotti, Giuseppe Massa und Domenico Guidobono. Von der Vorgängerkirche sind die Kanzel aus weißem Marmor von 1575, das Baptisterium aus polychromem Marmor aus dem 16. Jahrhundert und der Tabernakel erhalten. Der Glockenturm ist auch das Ergebnis der barocken Umgestaltung.

## Wundersame Madonna

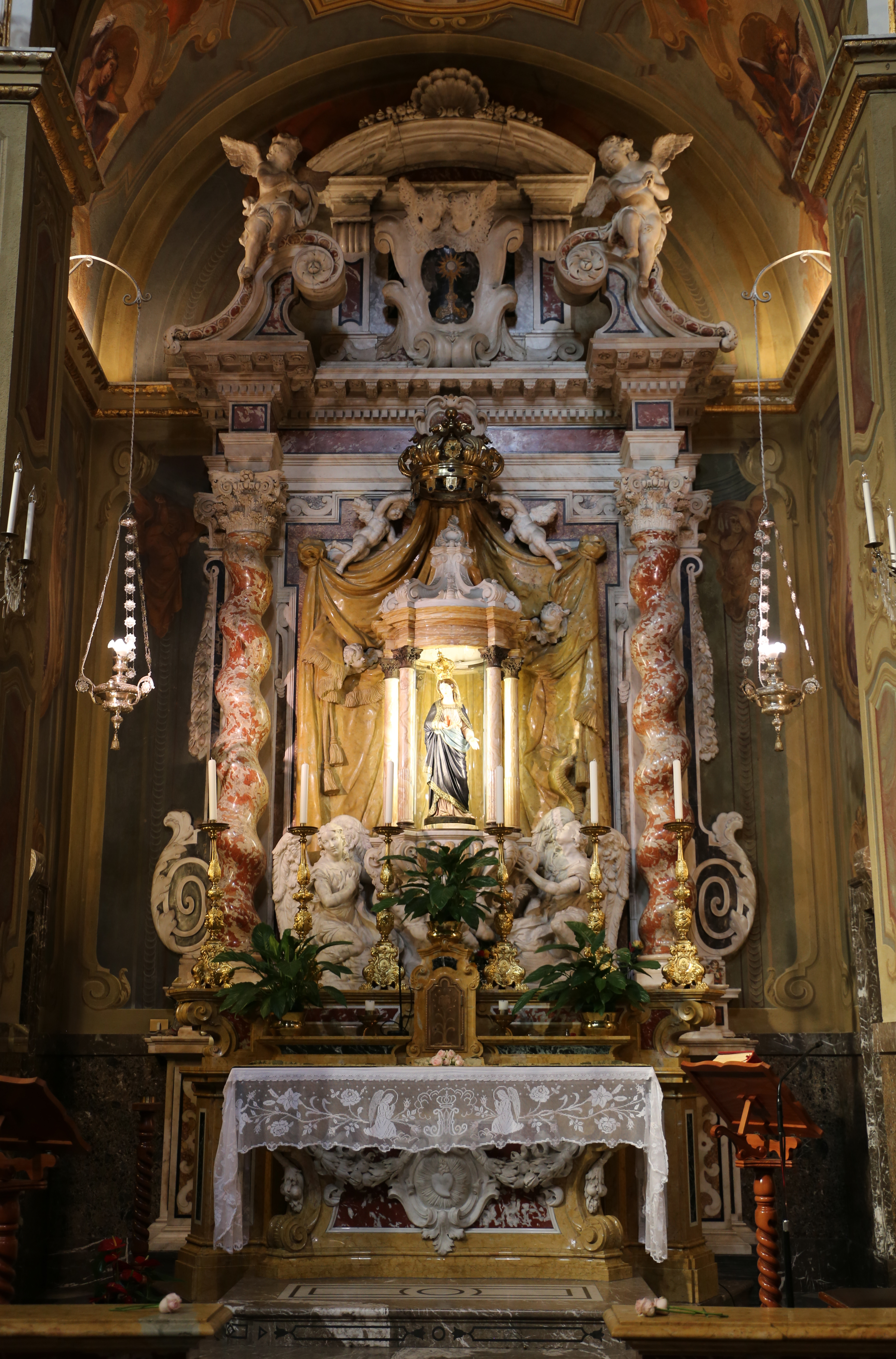
Statue der wundertätigen Madonna

Der religiöse Kult um die Madonna del Sacro Cuore nahm nach dem 11. März 1855 zu, als die Bevölkerung von Taggia, die sich in der Stiftskirche versammelte, nach einer Oktave von Gebeten die Bewegung der Augen der Statue bemerkte, einer Arbeit des lokalen Bildhauers Salvatore Revelli (1816–1859). Nach überlieferten Wiederholungen begann der damalige Bischof von Ventimiglia einen regelulären kanonischen Prozess. Die Verfahrensdokumente wurden an Papst Pius IX. geschickt mit dem Antrag die Staue zu krönen, was am 1. Juni mit einer Bestätigung des wundersamen Ereignisses genehmigt wurde. Die Statue Unserer Lieben Frau vom Heiligsten Herzen, genannt „der wunderbaren Madonna“, wird heute in der vierten Kapelle des linken Seitenschiffs der Kirche präsentiert.